# کاترین لاینگ
کاترین لاینگ (به انگلیسی: Kathryn Layng) (زاده ۲۰ سپتامبر ۱۹۶۰) بازیگر آمریکایی است.
از فیلم‌های معروف او می‌توان به بازی در فیلم مرد متأهل اشاره کرد.